# فرودگاه اینگما
فرودگاه اینگما  (به انگلیسی: Yengema Airport)  یک فرودگاه منطقه‌ای  با کد یاتا WYE است که یک باند فرود ناهموار دارد و طول باند آن ۹۱۴ متر است. این فرودگاه در  کشور سیرالئون قرار دارد و در ارتفاع ۳۹۶ متری از سطح دریا واقع شده است.